# 柳橡樹 (佛羅里達州)
柳橡樹（英語：Willow Oak）是位於美國佛羅里達州波爾克縣的一個人口普查指定地區。

## 地理
柳橡樹的座標為27°55′19″N 82°01′27″W / 27.92194°N 82.02417°W，而該地最高點為海拔高度34米（即112英尺）。

## 人口
根據2010年美國人口普查的數據，柳橡樹的面積為8.30平方千米，當中陸地面積為8.30平方千米，而水域面積為0.00平方千米。當地共有人口4917人，而人口密度為每平方千米592人。